# Plamka ślepa

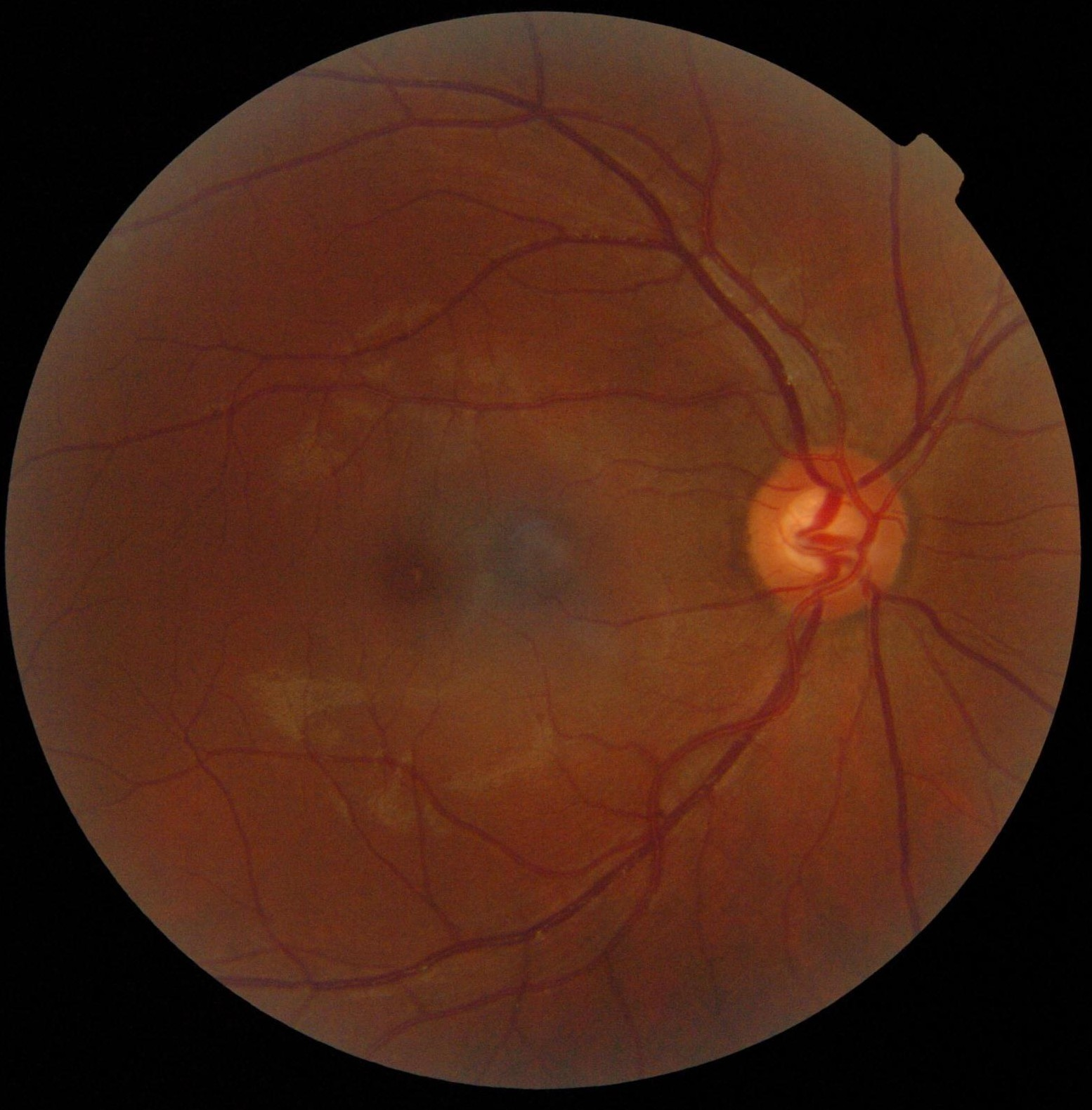
Retinografia ukazująca tarczę nerwu wzrokowego – jasny obszar, z którego wychodzą naczynia krwioniośne.

Plamka ślepa, plamka Mariotte'a (łac. macula ceca) – obszar siatkówki oka kręgowców, w którym nerw wzrokowy opuszcza gałkę oczną i biegnie w stronę mózgu. Jest całkowicie pozbawiony fotoreceptorów (czopków i pręcików), jest więc niewrażliwy na światło.
Plamki ślepe w gałkach ocznych umieszczone są symetrycznie (względem płaszczyzny symetrii ciała). Wskutek tego luki w polu widzenia obu oczu nie pokrywają się – to, czego nie widzi jedno oko, widzi drugie. Jeśli jest to niemożliwe, np. gdy jedno oko jest zasłonięte, luka w polu widzenia uzupełniana jest odpowiednimi jakościami sensorycznymi – powstaje wrażenie, że pole widzenia jest pełne.
Oko głowonogów, które (u dwuskrzelnych) ma podobnie złożoną konstrukcję jak u kręgowców, nie posiada plamki ślepej. Jest to wynikiem odwrotnego (bardziej wydajnego) uwarstwienia ich siatkówki: włókna nerwowe u głowonogów są położone pod komórkami światłoczułymi, przez co nerw wzrokowy nie musi przebijać tej warstwy.